# Arenigobius frenatus
Arenigobius frenatus är en fiskart som först beskrevs av Günther, 1861.  Arenigobius frenatus ingår i släktet Arenigobius och familjen smörbultsfiskar. Inga underarter finns listade i Catalogue of Life.